# Емили Дејвисон
Емили Дејвисон (11. октобар 1872. - 8. јун 1913.) је била боркиња за права жена која је захтевала да жене имају право гласа у Британији почетком двадесетог века. Била је чланица женске друштвене и политичке уније (ВСПУ). Екстремно је устрајавала са својим ставовима, па је због тога хапшена девет пута, седам пута је штрајковала глађу и у четрдесет девет наврата је била на силу храњена током издржавања затворских казни. Умрла је након што је ударио коњ краља Џорџа V на дербију 1913. године када је током саме трке изашла на стазу где је ударио коњ пуном брзином. Подлегла је повредама после пар дана проведених у болници.

## Живот и рад
Дејвисонова је одрасла у породици средње класе и студирала је на Ројал Холовеј колеџу у Лондону и Оксфорд универзитету пре него што је преузела посао учитељице и гувернерке. У новембру 1906. године се придружује женској социјалној и политичкој унији где касније током протеста постаје официр организације и главни управник.
Убрзо је у организацији постала позната по својим екстремним ставовима и одважној милитантној акцији, где је њена тактика укључивала разбијање прозора, бацање камења, паљење поштанских сандучића и у три наврата сакривање преко ноћи у Вестминстерској палати - укључујући ноћ пописа становништва 1911. године.
Након њене погибије сахрану која је одржана 14. јуна 1913. године организовала је ВСПУ. Поворка од 5.000 присталица пратила је њен ковчег, а 50.000 људи је формирало руту којом је ковчег пролазио, да би затим возом била превезена до породичне парцеле у Морпету.
Дејвисонова је била непоколебљива феминисткиња, страствена хришћанка, са убеђењем да је социјализам најбоља морална и политичка снага. Већи део њеног живота тумачен је начином њене смрти. Није дала претходно објашњење шта је планирала да ради на Дербију и неизвесност њених мотива и намера утицала је на то како је просуђивала историја. Изложено је неколико теорија, укључујући несрећу, самоубиство или покушај прикивања натписа организације на краљевог коња.

## Активизам
Убрзо након приступања ВСПУ напустила је посао учитељице и посветила се синдикату. Први пут је хапшена због сукоба са полицијом током једног марша. Због напада на полицију приликом вршења њихове дужности како је стајало у оптужници осуђена је на месец дана затвора. Године 1909. је хапшена због прекида јавног састанка где је био забрањен приступ женама, а затим и због разбијања прозора на скупштини и низа других прекршаја.
Паљење сандучића и још неки нени прекршаји нису наишли на одобравање ВСПУ која је навела да је она самовољна особа која је упорно деловала на своју иницијативу, не чекајући званична упутства организације.

## Смрт
Емили је 4. јуна 1913. године из канцеларије БСПУ узела две заставе организације, да би потом возом отпутовала у Епсом на коњски дерби. Стала је поред саме ограде за време трке да би се потом провукла испод и истрчана на стазу, тачно испред Анмера, коња краља Џорџа V који ју је у пуном трку ударио. коњ и џокеј су прошли без већих повреда, али је Емили умрла неколико дана касније у болници, а цео догађај је снимила камера постављена да снима трку. Краљ и краљица Марија су пратили трку када се догодио инцидент. Краљ је касније записао да је то био најжалоснији и скандалозан поступак, а краљица је описала Емили као ужасну жену.
Налаз патолога је био да је: госпођица Емили Вилинг Дејвисон умрла од лома базе лобање, проузрокованог тако што је коњ случајно оборио због њеног утрчавања на стазу тркалишта  и да је смрт настала услед њене неспретности.